# Karol I Grimaldi

Karol I Grimaldi

Karol I Grimaldi (zm. między kwietniem a wrześniem 1357) – senior Monako od 1338, Menton od 1346, Roquebrune od 1355. Syn Rainiera I Grimaldiego (zm. 1293) i jego pierwszej żony Salvaticcy del Carretto.
9 lipca 1338 r. Karol odkupił ziemię na Skale Monako od Genueńczyka Niccolò Spinoli, dzięki czemu został seniorem Monako. Posiadał fortecę i kilku wąskich rzędów domów zamieszkanych przez około dwustu mieszkańców. 12 maja 1341 r. nabył jeszcze tereny na zachód, razem z Cap d’Ail. Zyskał przyjaźń Roberta I Mądrego, króla Neapolu, dzięki czemu miał spokój od gibelinów genueńskich. Respektował zwolnienie Monakijczyków od podatków. Dochody zapewnił sobie dzięki wprowadzeniu „prawa morskiego”, które polegało na uiszczaniu opłaty w wysokości 2% wartości towarów przewożonych na statkach przepływających w zasięgu wzroku z twierdzy. Karol ufortyfikował fort, wybudował arsenał oraz zapewnił sobie żołnierzy najemnych z Prowansji oraz Francji. Uniezależnił się od Genui ogłaszając się „seniorem Monako” w 1342 r.
W czasach konfliktu dynastycznego między królami Francji i Anglii, który później przerodził się w „wojnę stuletnią” (1337-1453), Karol I Grimaldi pomagał Filipowi VI francuskiemu. Służył mu jako admirał floty. W latach 1338–1340 dowodził 21 statkami, atakował południowe wybrzeża Anglii, potem patrolował rejon Morza Śródziemnego oraz chronił statki przed piratami. W latach 1341–1343 walczył na terenie Bretanii. Nie brał udziału w przegranej bitwie pod Crécy w 1346 r. We wrześniu tego roku zaatakował statki angielskie koło Calais od morza, ale bez skutku. Miasto wzięto głodem w 1347 r.
Podczas nieobecności Karola I Monako było schronieniem dla piratów, przestępców, którzy plądrowali wybrzeża Ligurii oraz niszczyli handel. Po powrocie Karol I ukrócił piractwo wokół Monako. Za zarobione od Filipa VI pieniądze, kupił Vento, seniorię Menton z 16 tys. florenów w dniu 19 kwietnia 1346 r., seniorię Castillon w listopadzie 1348 r. oraz seniorię Roquebrune 2 stycznia 1355 r. Ostatnią kupił od Wilhelma Piotra Lascarisa, księcia Vintimille.
W dniu 29 czerwca 1352 r., Karol I podzielił się władzą nad Monako ze stryjem Antonim (najmłodszym bratem jego ojca) oraz z własnymi synami, Rainierem II i Gabrielem.
Genua obawiając się sojuszu Karola I z Francją zaatakowała jego ziemie z lądu i morza latem 1355 r. Doża Simon Bocaneggra uważał Monako za własność Genui. Twierdzy bronił Rainier II Grimaldi, syn Karola I, który prawdopodobnie w tym czasie już nie żył. Genueńczycy dysponowali 4 tysiącami żołnierzy i 20 galerami, a siły Monakijczycy były dziesięciokrotnie mniej liczne. Po ciężkich walkach Rainier II skapitulował. 15 sierpnia 1357 r. Genueńczycy przejęli Monako.

## Rodzina
Karol I był żonaty z Lucchiną, córką Girardo Spinoli, seniora Dertonne. Miał z nią ośmioro dzieci:
- Ludwik
- Rainier II (1350-1407), współrządca Monako
- Franciszek
- Gabriel, współrządca Monako; żonaty z przedstawicielką Orsinich
- Karol, współrządca Mentonu (miał on syna, Łukasza, który odziedziczył Menton; Łukasz miał dwóch synów, Piotra i Filipa, także seniorów Menton; obaj bracia umarli bezpotomnie, i Menton przeszedł do starszej gałęzi rodziny)
- Lancelot
- Rufus
- Anastazja